# Walter Riccomi
Walter Riccomi (Montecarlo, 18 de enero de 1950) fue un ciclista italiano, que fue profesional entre 1973 y 1979. Durante su carrera profesional no ganó ninguna prueba de renombre, pero acabó 4 veces entre los 10 primeros clasificados del Tour de Francia y del Giro de Italia.

## Palmarés
- 1975
  - Vencedor de una etapa al Tour del Mediterráneo
- 1976
  - 1.º en el Gran Premio Ciutat de Camaiore
  - 1.º en el Gran Premio de la Industria y el Comercio de Prato
  - 1.º en Castiglione del Lago
- 1977
  - 1.º en el Gran Premio de Aix-en-Provence

### Resultados al Giro de Italia
- 1973. 24.º de la clasificación general
- 1974. 15.º de la clasificación general
- 1975. 7.º de la clasificación general
- 1976. 9.º de la clasificación general
- 1977. 7.º de la clasificación general
- 1978. 21.º de la clasificación general
- 1979. 46.º de la clasificación general

### Resultados al Tour de Francia
- 1976. 5.º de la clasificación general